# ダルフォ・ボアーリオ・テルメ
ダルフォ・ボアーリオ・テルメ（伊: Darfo Boario Terme）は、イタリア共和国ロンバルディア州ブレシア県にある、人口約1万6000人の基礎自治体（コムーネ）。
オーリオ川上流域にあたるヴァル・カモニカ（カモニカ渓谷）の中心都市である。

## 地理

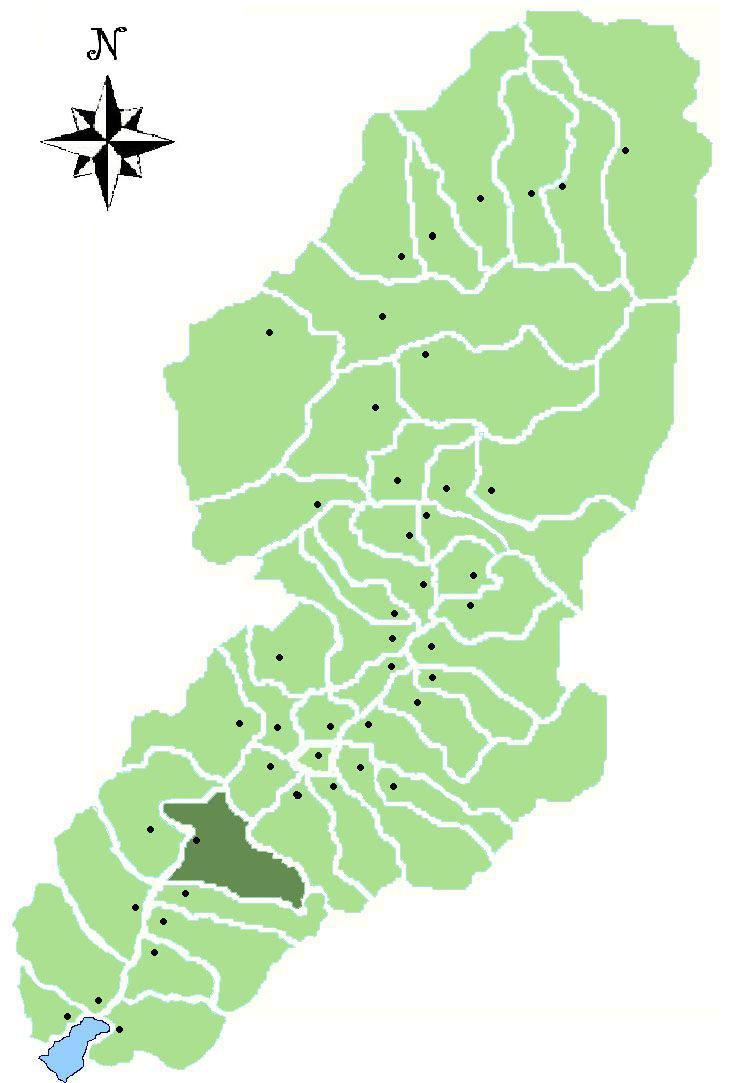
ヴァル・カモニカにおけるコムーネの領域

### 位置・広がり
ブレシア県北部、ヴァル・カモニカに位置するコムーネである。イゼーオから北北東へ27km、県都ブレシアから北へ38km、ソンドリオから南東へ40km、ベルガモから東北東へ45km、州都ミラノから東北東へ91kmの距離にある。

#### 隣接コムーネ
隣接するコムーネは以下の通り。括弧内のBGはベルガモ県所属を示す。
| - アンゴロ・テルメ - アルトーニェ - エージネ - ジャーニコ - ピアンコーニョ - ローニョ (BG) |

### 地震分類
イタリアの地震リスク階級 (it) では、3 に分類される
。

### 地勢
- オーリオ川、モロ湖 (it:Lago Moro (Valle Camonica))

## 行政

### 分離集落
ダルフォ・ボアーリオ・テルメには、以下の分離集落がある。
- Darfo (sede comunale), Angone, Bessimo, Boario Terme, Capo di Lago, Corna, Erbanno, Fucine, Gorzone, Montecchio, Pellalepre

### 山岳部共同体
広域行政組織である山岳部共同体「ヴァッレ・カモニカ山岳部共同体」 (it:Comunità montana di Valle Camonica) （事務所所在地: ブレーノ）を構成するコムーネの一つである。

## 文化・観光
世界遺産「ヴァルカモニカの岩絵群」を構成する物件のひとつ、Parco comunale delle incisioni rupestri di Luine が所在する。